# Mediapulse
Die Mediapulse AG für Medienforschung ist eine Tochtergesellschaft der Mediapulse Stiftung für Medienforschung und setzt als unabhängige Forschungsinstitution den gesetzlichen Auftrag zur Erhebung der offiziellen Schweizer Einschaltquoten für Radio und Fernsehen um. Die Einschaltquoten dienen sowohl der Werbewirtschaft als auch den Programmschaffenden dazu, die Leistung von Programmen, Sendungen oder Werbeschaltungen festzustellen und zu vergleichen. Seit 2021 betreibt Mediapulse auch die Schweizer Online-Forschung.

## Einschaltquoten Radio/Fernsehen
Die Publikumsforschung soll das Publikum und seine Bedürfnisse erfassen und so den Brückenschlag von den Rezipienten zurück zu den Medienschaffenden ermöglichen.
Zu diesem Zweck betreibt die Mediapulse zwei Forschungspanels, in denen der Konsum des jeweiligen Mediums gemessen wird. Die Teilnehmenden dieser Stichproben sind repräsentativ für die Schweizer Bevölkerung ausgewählt und erlauben mittels Hochrechnung und Gewichtung eine Aussage über das Nutzungsverhalten in der Schweiz. Die Messung des Medienkonsums erfolgt mit technischen Messgeräten.

## Online-Forschung
Die Online-Forschung soll ermitteln, wie viel Traffic (Seitenabrufe) Schweizer Web-Angebote erzielen. 2000 initiierte der SRG-Forschungsdienst ein entsprechendes Projekt. Mit der Auslagerung des Forschungsdienstes in die neu gegründete Tochtergesellschaft Mediapulse AG 2006 begann der Aufbau der neuen Online-Forschung NET-Metrix. 2009 gründeten die WEMF AG für Werbemedienforschung und die SRG SSR die NET-Metrix AG, wobei die Mediapulse AG sich mit 45 % des Aktienkapitals beteiligte. NET-Metrix betrieb die Online-Forschung bis Ende 2020 und publizierte die Erhebungen «Traffic», «Audit» und «Mobile» (monatlich, Unique Clients, Visits, Page Impressions) sowie «Profile» (halbjährlich, Unique Users). Nachdem das Projekt «Swiss Media Data Hub» von NET-Metrix 2019 gescheitert war, beschlossen die Verwaltungsräte von NET-Metrix AG, WEMF AG und Mediapulse AG 2020, die Online-Forschung der Mediapulse zu übergeben und die Aktivitäten der NET-Metrix in Mediapulse zu integrieren.

## Geschichte
1968 begann die AG für das Werbefernsehen (später: publisuisse, heute: Admeira) mit Beteiligung der SRG SSR mit einer kontinuierlichen Fernsehforschung. Die Zuschauerforschung wechselte 1974 zur SRG Generaldirektion und hiess fortan SRG Forschungsdienst. Ab 1975 wurde die Radioforschung zu einer systematischen und kontinuierlichen Hörerforschung mittels telefonischen Umfragen ausgebaut. Anfang 1985 wurde Telecontrol als elektronisches TV-Zuschauer-Messsystem eingeführt. Nach einer aufwendigen Entwicklungsphase mit mehreren Schweizer Unternehmen wurde 2001 auch bei der Radiopublikumsforschung ein automatisiertes Verfahren mit Namen Radiocontrol eingeführt. Mitte 2006 lagerte die SRG SSR ihren Forschungsdienst in eine Tochtergesellschaft mit dem Namen Mediapulse AG für Medienforschung aus. Im Zuge der Inkraftsetzung des neuen Bundesgesetzes über Radio und Fernsehen (RTVG) wurde am 24. April 2007 die Mediapulse Stiftung für Medienforschung gegründet. Als unabhängige Instanz stellt sie die Messung des Radio- und Fernsehkonsums in der Schweiz sicher. Sie übernahm sämtliche Aktien der Mediapulse AG von der SRG. 2008 erwarb die Stiftung auch die Vermarktungsorganisation Publica Data zu 100 % von der SRG. Im Herbst 2014 wurden die Mediapulse AG und die Publica Data AG zusammengeführt. Seither ist die gesamte Radio- und Fernsehforschung unter dem Namen Mediapulse vereint.

## Organisation
Der Verwaltungsrat der Mediapulse AG besteht aus sieben Verwaltungsräten, je zwei Vertreter der drei Interessenskreise SRG SSR, private TV- und Radioveranstalter und Werbewirtschaft sowie einer unabhängigen Person. Verwaltungsratspräsident ist der Präsident der Mediapulse Stiftung Peter Urs Naef.
Die Mediapulse AG sichert mittels verschiedener Kontrollprozesse die Qualität der erhobenen Daten. Zusätzlich prüft eine Medienwissenschaftliche Kommission die Qualität der eingesetzten Forschungsmethoden und deren Ergebnisse.